# Klaus Meyer (Schriftsteller)
Klaus Meyer (* 19. Februar 1937 in Berlin) ist ein deutscher Schriftsteller, Journalist und Stasi-Spitzel. Er ist Verfasser von plattdeutschen Geschichten und Kolumnen.

## Leben
Klaus Meyer, Sohn des plattdeutschen Schriftstellers Fritz Meyer-Scharffenberg, wurde 1937 in Berlin geboren und besuchte ab 1944 die Volksschule in Oslo, Schwerin und Bössow und ab 1951 die Oberschule in Grevesmühlen. Von 1956 bis 1962 studierte er in Berlin und Rostock die Fächer Germanistik, Anglistik und Philosophie. Mit der Lehrbefähigung für den höheren Schuldienst war er anschließend in Rostock als Lehrer tätig. 1957 gründete er das Rostocker Studententheater. Ab 1967 arbeitete er als Redakteur in Berlin.
Seit 1971 ist er als freier Schriftsteller zunächst in Berlin, dann in Rostock tätig. Nach dem Ende der DDR arbeitete er bis 1996 für den Norddeutschen Rundfunk (Sendung Talk op Platt).
Er schrieb einige seiner Werke zusammen mit seiner Ehefrau Piri Meyer.
Klaus Meyer war unter dem Decknamen „Parchow“ als Inoffizieller Mitarbeiter des Ministeriums für Staatssicherheit nicht nur in der DDR tätig; nach Bekanntwerden dieser Tätigkeit beendete der NDR 1996 die Zusammenarbeit mit dem Autor.

## Werke  (Auswahl)
- Pußti, mien Pußti
- Weiße Wolke Carolin, 1980 (Kinderbuch), 1986 verfilmt
- Zuckerkauken un Koem, Hinstorff-Verlag, Rostock 1982
- Jonas, Milly und die ganz große Liebe, Allitera-Verlag, München 2010